# Frühlingsstimmen
Frühlingsstimmen (op. 410) ist ein Konzertwalzer für Orchester bzw. für Koloratursopran und Orchester von Johann Strauss (Sohn). Er wurde im Jahre 1883 komponiert. Der Koloraturwalzer wurde Bianca Bianchi und der Klavierauszug dem Komponisten Alfred Grünfeld gewidmet. Bei der Uraufführung am 1. März 1883 im Theater an der Wien sang die Sopranistin Bianca Bianchi. Der Walzer wurde schon bald zum Gassenhauer und wurde auch als Einlagearie in Opern anderer Komponisten (z. B. von Léo Delibes und Gioachino Rossini) gesungen. Die Spieldauer beträgt etwa 6–9 Minuten.
Die Motive beschäftigen sich thematisch mit dem Frühling. Dabei wird zum Beispiel die mit dem Frühling verbundene Fröhlichkeit und Frische durch die sprunghaften Dur-Motive verkörpert oder die Vogelstimmen durch Querflöten-Parts.

## Liedtext

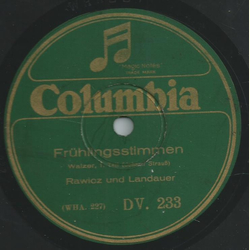
Einspielung für zwei Klaviere von Rawicz und Landauer (1931)

Zum Walzer wurde von Richard Genée ein Liedtext geschrieben, der auf die Musik singbar ist:
Die Lerche in blaue Höh entschwebt,
der Tauwind weht so lau;
sein wonniger milder Hauch belebt
und küßt das Feld, die Au.
Der Frühling in holder Pracht erwacht,
ah alle Pein zu End mag sein,
alles Leid, entflohn ist es weit!
Schmerz wird milder, frohe Bilder,
Glaub an Glück kehrt zurück;
Sonnenschein, ah dringt nun ein,
ah, alles lacht, ach, ach, erwacht!
Da strömt auch der Liederquell,
der zu lang schon schien zu schweigen;
klingen hört dort wieder rein und hell
süße Stimmen aus den Zweigen!
Ah leis' läßt die Nachtigall
schon die ersten Töne hören,
um die Kön'gin nicht zu stören,
schweigt, ihr Sänger all!
Voller schon klingt bald ihr süßer Ton.
Ach ja bald, ah, ah ja bald!
Ah, ah, ah, ah!
O Sang der Nachtigall, holder Klang, ah ja!
Liebe durchglüht, ah, ah, ah,
tönet das Lied, ah und der Laut,
süß und traut, scheint auch Klagen zu tragen,
ah ah wiegt das Herz in süße Träumerein,
ah, ah, ah, ah, leise ein!
Sehnsucht und Lust
ah ah ah wohnt in der Brust,
ah, wenn ihr Sang lockt so bang,
funkelnd ferne wie Sterne,
ah ah zauberschimmernd wie des Mondes Strahl,
ah ah ah ah wallt durchs Tal!
Kaum will entschwinden die Nacht,
Lerchensang frisch erwacht,
ah, Licht kommt sie künden,
Schatten entschwinden! ah!
Ah des Frühlings Stimmen klingen traut,
ah ja, ah ja ah o süßer Laut,
ah ah ah ah ach ja!